# Прокопіс Павлопулос
Прокопіс Павлопулос (грец. Προκόπης Παυλόπουλος; нар. 10 липня 1950) — грецький політик, Президент Греції (2015—2020).

## Біографія
Народився 10 липня 1950 року у Каламаті. 1974 року був секретарем тимчасового президента Грецької республіки Міхаіла Стасінопулоса, з яким співпрацював, коли Стасінопулос в останній період диктатури «чорних полковників» був під домашнім арештом.
Павлопулос навчався у Сорбонні (Париж), у 1977 році здобув докторський ступінь у галузі публічного права.
У 1978–1979 роках служив в армії. Потім декілька років займався академічною кар'єрою. Павлопулос — автор декількох книг.
У 1996 році він був обраний депутатом парламенту Греції від партії «Нова демократія», потім переобирався у 2000, 2004, 2007, 2009 і 2012 роках.
Був заступником міністра при голові уряду і прессекретарем уряду у 1989–1990 роках, очолював юридичне управління в адміністрації президента Константіноса Караманліса (1990–1995 роки).
Був офіційним представником правоцентристської партії «Нова демократія» (1995–1997 роки), парламентським представником партії (2000–2004 роки), міністром внутрішніх справ, держадміністрації та децентралізації (2004–2007 роки), міністром внутрішніх справ (2007–2009 роки).
18 лютого 2015 прем'єр-міністр Алексіс Ципрас запропонував кандидатуру політика від партії «Нова демократія» (правоцентристська) Прокопіса Павлопулоса на пост президента країни. І в цей же день Павлопулос обраний президентом Греції.